# 霍默·S·卡明斯

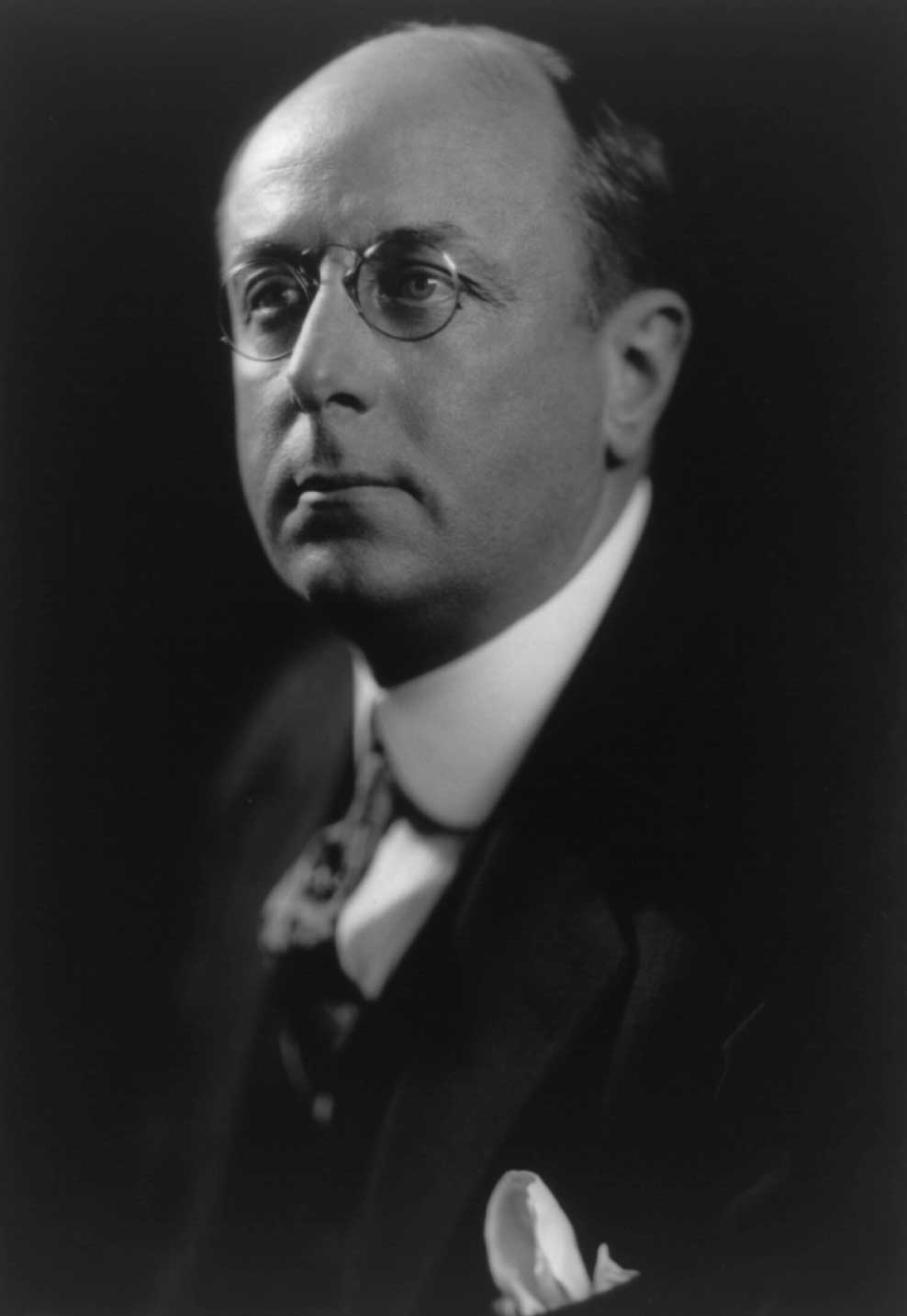
霍默·S·卡明斯

霍默·斯蒂尔·卡明斯（英語：Homer Stille Cummings，1870年4月30日—1956年9月10日）是一位美国政治家，出生于纽约州布法罗，曾任美国司法部长。
| 前任： 威廉·D·米切尔 | 美国司法部长 1933年-1939年 | 繼任： 弗兰克·墨菲 |